# Острошка Библија
Острошка Библија je прво комплетно издање Библије на црквенословенском језику, припремљено заједничким напорима православног кнеза Константина Острошког и круга научника окупљених око Острошке академије. Публикацију је у Острогу објавио пионирски штампар Иван Фјодоров 1581. године.
Ова Библија је ажурна верзија првог превода Светог писма на старословенски језик, који се изводи у књижевној школи у Преславу.
Библија излази из штампе непосредно пре томоса препознаје аутокефалне Руске православне цркве (1589), а затим Брестовска унија (1595—1596). У том смислу, значење овог библијског текста је огромно.

## Значај
Острошка Библија је надалеко позната у Украјини, Русији и Белорусији, као и у другим земљама. Чува се у Оксфордској библиотеци. Такође, његове копије су били у власништву шведског краља Густава Адолфа, кардинала Барберинија, многих научника и јавних личности из доба Ивана Федорова.
Ова Библија је била од великог значаја за православно образовање, које је морало да издржи снажан католички притисак у Украјини и Белорусији.
Још га користе староверци, који нису признавали нови превод Библије, као и друге исправке богослужбених књига у 17. веку.